# ComScore
comScore este o companie americană de analitică a internetului, oferind date de marketing și analiză multor dintre marile companii, agenții și publicații din lume.